# Graphe hexakioctaédrique
Le graphe hexakioctaédrique est, en théorie des graphes, un graphe possédant 26 sommets et 72 arêtes.

## Propriétés

### Propriétés générales
Il existe treize graphes correspondant aux squelettes des treize solides de Catalan, les polyèdres duaux des solides d'Archimède. Le graphe hexakioctaédrique est l'un d'eux. Les douze autres sont le graphe hexacontaédrique trapézoïdal, le graphe icositétraédrique trapézoïdal, le graphe hexaki-icosaédrique, le graphe hexacontaédrique pentagonal, le graphe icositétraédrique pentagonal, le graphe pentakidodécaédrique, le graphe dodécaédrique rhombique, le graphe triacontaédrique rhombique, le graphe triakioctaédrique, le graphe tétrakihexaédrique, le graphe triaki-icosaédrique et le graphe triakitétraédrique.
Le diamètre du graphe hexakioctaédrique, l'excentricité maximale de ses sommets, est 4, son rayon, l'excentricité minimale de ses sommets, est 4 et sa maille, la longueur de son plus court cycle, est 3. Il s'agit d'un graphe 4-sommet-connexe et d'un graphe 4-arête-connexe, c'est-à-dire qu'il est connexe et que pour le rendre déconnecté il faut le priver au minimum de 4 sommets ou de 4 arêtes.

### Coloration
Le nombre chromatique du graphe hexakioctaédrique est 3. C'est-à-dire qu'il est possible de le colorer avec 3 couleurs de telle façon que deux sommets reliés par une arête soient toujours de couleurs différentes. Ce nombre est minimal.
L'indice chromatique du graphe hexakioctaédrique est 8. Il existe donc une 8-coloration des arêtes du graphe telle que deux arêtes incidentes à un même sommet soient toujours de couleurs différentes. Ce nombre est minimal.

### Propriétés algébriques
Le groupe d'automorphismes du graphe hexakioctaédrique est un groupe d'ordre 48.
Le polynôme caractéristique de la matrice d'adjacence du graphe hexakioctaédrique est : {\displaystyle (x-4)^{3}x^{4}(x+2)^{6}(x^{2}-2)^{5}(x^{3}-26x-48)}.